# Tabachnickia
Tabachnickia is een geslacht van sponsdieren uit de klasse van de Hexactinellida.

## Soort
- Tabachnickia polybasalia (Tabachnick, 1988)